# Mettäjärvi, Övertorneå kommun
Mettäjärvi är en by vid sjön Mettäjärvi i Övertorneå kommun. Byn ligger 17 km från Svanstein. Namnet för byn kommer från sjön Mettäjärvi (översatt till svenska skogssjön). Sjön har gett tillskott till mathållningen med riklig tillgång till fisk. Sjön ligger 167 meter över havet.

## Historia
Gården i Mettäjärvi byggdes i slutet av 1700-talet eller början av 1800-talet. Benämningen på bosättningen på den tiden var åbo, en av staten belagd skyldighet till nybyggnation för främjande av näringsfång såsom jordbruk, jakt och fiske. Strävan var att befolka skogsbygderna. I en takbjälke i huset finns inristat namnet Johan Oskar Malmström 1827. Första bebyggelsen finns dokumenterat till 1781 i dokument från Riksantikvarieämbetet. I Mettäjärvi fanns redan 1784 en nybyggare som hette Daniel Olof Parkajoki, född 1751. Nybygget beviljades skattefrihet för en period av 35 år den 2 september 1784 för det nyanlagda hemmanet som kom att benämnas Mettäjärvi Krononybygge N:o 1.
År 1844 registrerades som nybyggare Matti Jonas Hållsten med hustru och två barn. Efter denne benämns platsen för Matinvainio och sjöstranden för Matinranta. I området kring sjön finns husgrunder på olika platser som vittnar om tidigare bebyggelse. Det rikliga sikfisket och tillgång till jaktbart vilt bidrog till intresset för Mettäjärvi.
Enligt 1891 års kungliga kungörelse uppläts skogstorp på platser med mycket ringa möjligheter till jordbruksdrift. Det främsta syftet med dessa upplåtelser var att skaffa arbetskraft till skogen. Isak Anttila fick en sådan tilldelad i Rovakka. Byggandet inleddes år 1902. Under byggnationstiden bodde han i Mettäjärvi till år 1904.
År 1905 flyttade Petter Antinpoika-Sunna (senare av folkbokföringsmyndighet ändrad till det svenska namnet Andersson-Sunna) från Suaningi till Mettäjärvi tillsammans med hustru, Helena Kristina, och fyra barn.
1919 kom celebert besök till området mellan Svanstein och Aapua. Landshövdingen och med honom ett antal myndighetspersoner, bland andra länsman Ström, agronom Wanhainen och herr Svanström. Gustav Öhman (Öhmannin Gusto), dåvarande lantbrevbärare, blåste i sitt posthorn när följet anlände till Rantajärvi. Folket i bygden krävde att få landsväg, barnmorska och nödvändigt utsäde.
Vägbygget startade 1921 från Svanstein. Arbetsledare var schaktmästare Gustav Lund från Bollnäs. Arbetet blev klart 1924 och Lund flyttade till ny arbetsplats. Än idag går det tidvis att följa sommarvägen mellan Svanstein och Aapua. Vintervägen gick över öppna myrar och sjöar.

## Företag
Carls Bussar AB säljer och producerar kollektivtrafik på entreprenad åt Länstrafiken i Norrbotten och står i dagsläget för cirka 50 % av de offentliga busstransporterna i mellersta Tornedalen.